# Габрє-при-Янчах
Габрє-при-Янчах (словен. Gabrje pri Jančah) — поселення в общині Любляна, Осреднєсловенський регіон, Словенія. Висота над рівнем моря: 647,2 м.